# Les Authieux-sur-Calonne
Les Authieux-sur-Calonne és un municipi francès situat al departament de Calvados i a la regió de Normandia. L'any 2007 tenia 306 habitants.

## Demografia

### Població
El 2007 la població de fet de Les Authieux-sur-Calonne era de 306 persones. Hi havia 122 famílies de les quals 34 eren unipersonals (21 homes vivint sols i 13 dones vivint soles), 42 parelles sense fills, 38 parelles amb fills i 8 famílies monoparentals amb fills.
La població ha evolucionat segons el següent gràfic:
Habitants censats

### Habitatges
El 2007 hi havia 212 habitatges, 121 eren l'habitatge principal de la família, 80 eren segones residències i 11 estaven desocupats. 208 eren cases i 4 eren apartaments. Dels 121 habitatges principals, 105 estaven ocupats pels seus propietaris, 12 estaven llogats i ocupats pels llogaters i 5 estaven cedits a títol gratuït; 7 tenien dues cambres, 19 en tenien tres, 32 en tenien quatre i 63 en tenien cinc o més. 112 habitatges disposaven pel capbaix d'una plaça de pàrquing. A 47 habitatges hi havia un automòbil i a 67 n'hi havia dos o més.

### Piràmide de població
La piràmide de població per edats i sexe el 2009 era:
| Homes | Edats   | Dones |
| ----- | ------- | ----- |
| 0     | 95 o +  | 0     |
| 0     | 90 a 94 | 0     |
| 0     | 85 a 89 | 0     |
| 0     | 80 a 84 | 0     |
| 0     | 75 a 79 | 0     |
| 8     | 70 a 74 | 8     |
| 4     | 65 a 69 | 12    |
| 8     | 60 a 64 | 12    |
| 0     | 55 a 59 | 0     |
| 16    | 50 a 54 | 0     |
| 16    | 45 a 49 | 20    |
| 8     | 40 a 44 | 8     |
| 0     | 35 a 39 | 12    |
| 24    | 30 a 34 | 4     |
| 8     | 25 a 29 | 16    |
| 8     | 20 a 24 | 8     |
| 0     | 15 a 19 | 12    |
| 12    | 10 a 14 | 12    |
| 12    | 5 a 9   | 8     |
| 8     | 0 a 4   | 20    |

## Economia
El 2007 la població en edat de treballar era de 200 persones, 148 eren actives i 52 eren inactives. De les 148 persones actives 138 estaven ocupades (75 homes i 63 dones) i 10 estaven aturades (3 homes i 7 dones). De les 52 persones inactives 21 estaven jubilades, 16 estaven estudiant i 15 estaven classificades com a «altres inactius».

### Ingressos
El 2009 a Les Authieux-sur-Calonne hi havia 112 unitats fiscals que integraven 295,5 persones, la mediana anual d'ingressos fiscals per persona era de 17.375 €.

### Activitats econòmiques
Dels 20 establiments que hi havia el 2007, 1 era d'una empresa de fabricació d'altres productes industrials, 4 d'empreses de construcció, 7 d'empreses de comerç i reparació d'automòbils, 2 d'empreses d'hostatgeria i restauració, 1 d'una empresa immobiliària, 4 d'empreses de serveis i 1 d'una empresa classificada com a «altres activitats de serveis».
Dels 8 establiments de servei als particulars que hi havia el 2009, 1 era un guixaire pintor, 1 fusteria, 1 lampisteria, 2 electricistes, 2 restaurants i 1 agència immobiliària.
L'any 2000 a Les Authieux-sur-Calonne hi havia 18 explotacions agrícoles que ocupaven un total de 450 hectàrees.

## Poblacions més properes
El següent diagrama mostra les poblacions més properes.